# Posição de anotar
No beisebol, é dito que um corredor está em posição de anotar (scoring position) quando ele se encontra na segunda ou terceira base. A distinção entre estar na primeira base e segunda ou terceira base é que um corredor na primeira normalmente só anota se o rebatedor acertar uma rebatida extrabase, enquanto um corredor na segunda ou terceira pode anotar com uma simples.
Corredores deixados em posição de anotar (Runners left in scoring position) refere-se ao número de corredores na segunda e/ou terceira base ao fim de uma entrada; é uma medida inversa da eficiência ofensiva de um time.
Muitas das táticas de “bola pequena” baseiam-se em tentar mover um corredor na primeira base à posição de anotar. Tais táticas foram dominantes nos anos 1890 e na Era da Bola Morta, onde rebatidas extrabase eram relativamente raras.